# Zerkegem
Zerkegem is een dorp in de Belgische provincie West-Vlaanderen en een deelgemeente van Jabbeke, het was een zelfstandige gemeente tot aan de gemeentelijke herindeling van 1977. Zerkegem ligt op de overgang tussen de De Polders in het noorden en Zandig Vlaanderen in het zuiden.

## Geschiedenis
Op het grondgebied van Zerkegem werd in 1990 een Keltische begraafplaats teruggevonden, wat wijst op een oude bewoning van deze streek. Van de dorpen in de huidige gemeente Jabbeke is de naam van Zerkegem de oudste die men in de documenten terugvond. Reeds in 765 komt de naam "Sirigoheim" voor. Volgens één bron is het ontstaan van Zerkegem verbonden met die van de nabijgelegen parochie van Roksem, volgens een andere met die van het kroondomein Snellegem. Voor 867 zou de parochie van Zerkegem al gesticht kunnen zijn. Het patronaatsrecht behoorde vanouds toe aan de abdij van Sint-Vaast in Atrecht, wat zo bleef tot in de 18e eeuw. De parochie werd gesticht om de bevolking in het noordelijk deel van het gebied te bedienen. Pas in 961 werd de parochie van Zerkegem expliciet vermeld.
Verder is de geschiedenis van Zerkegem schaars gedocumenteerd. In de 18e en 19e eeuw was er weinig welvaart. In de 19e eeuw kwamen er scholen en werd de Sint-Vedastuskerk vergroot.

## Demografische ontwikkeling
- Bronnen:NIS, Opm:1831 tot en met 1970=volkstellingen; 1976 = inwoneraantal op 31 december

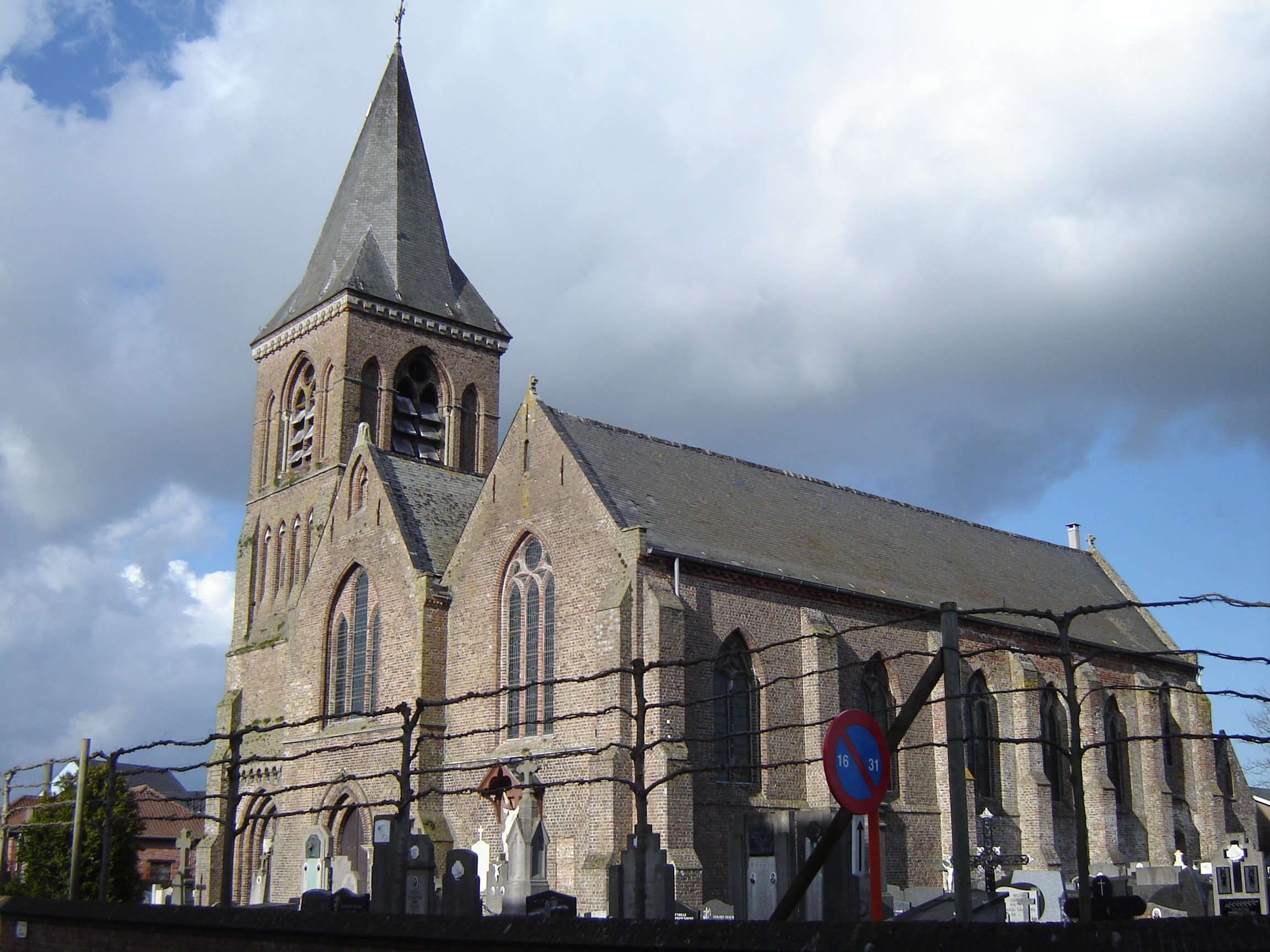
Sint-Vedastuskerk

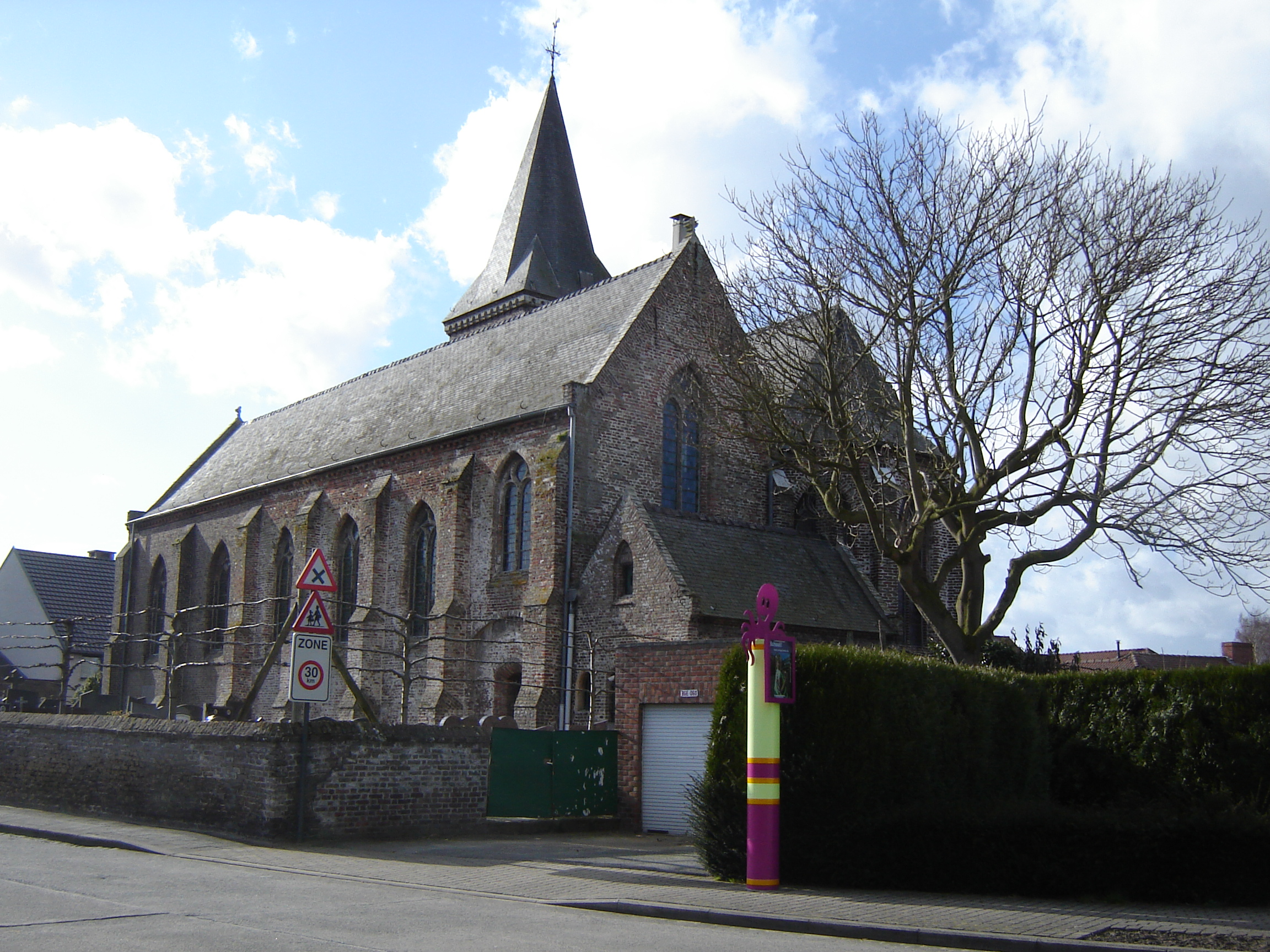
Sint-Vedastuskerk

## Bezienswaardigheden
- Sint-Vedastuskerk
- Onze-Lieve-Vrouw-van-Goede-Bijstandkapel

## Natuur en landschap
De kom van Zerkegem ligt in Zandig Vlaanderen op een hoogte van ongeveer 12,5 meter, terwijl ten noorden van de kom zich de Middellandpolders uitstrekken. In het grondgebied vindt men 49 ha dennenbossen. In het zuiden vindt men een rij lage, met dekzand bedekte, getuigenheuvels.

## Geboren in Zerkegem
- Frank Van Massenhove (1954), federaal ambtenaar
- Romain Maes (1912-1983), wielrenner en winnaar Ronde van Frankrijk 1935

## Nabijgelegen kernen
Bekegem, Roksem, Ettelgem, Jabbeke, Snellegem